# Білоруська атомна електростанція
Білоруська атомна електростанція (БілАЕС) (біл. Беларуская АЭС, рос. Белорусская АЭС) — атомна електростанція типу АЕС-2006, розташована за 18 км від м. Островець Гродненської області Республіки Білорусь. Пуск І енергоблоку АЕС (типу ВВЕР-1200) провели 7 листопада 2020 року. На ІІ енергоблоці ВВЕР-1200 тривають будівельні роботи. Спочатку планувалося ввести перший блок на рік раніше, але термін кілька разів переносили. На станції працюють понад 2 тис. осіб.
Будівництво АЕС забезпечила російська компанія «Атомстройекспорт». На будівництво Білоруської АЕС було отримано кредит від РФ у розмірі 10 млрд $. На 1 березня 2021 року використано коштів на суму 4,7 млрд $.
Загальна орієнтовна вартість будівництва за попередніми оцінками складе близько 6 млрд $.
АЕС активно критикують у Литві через близькість до кордону (у сонячний день АЕС видно у бінокль з Вільнюської телевежі)[⇨], і в Україні як прихований примус Росії купувати електроенергію в Білорусі, відбиваючи таким чином російські інвестиції в економіку Білорусі за рахунок українського споживача та підтримку режиму Лукашенка[⇨].

## Хід будівництва

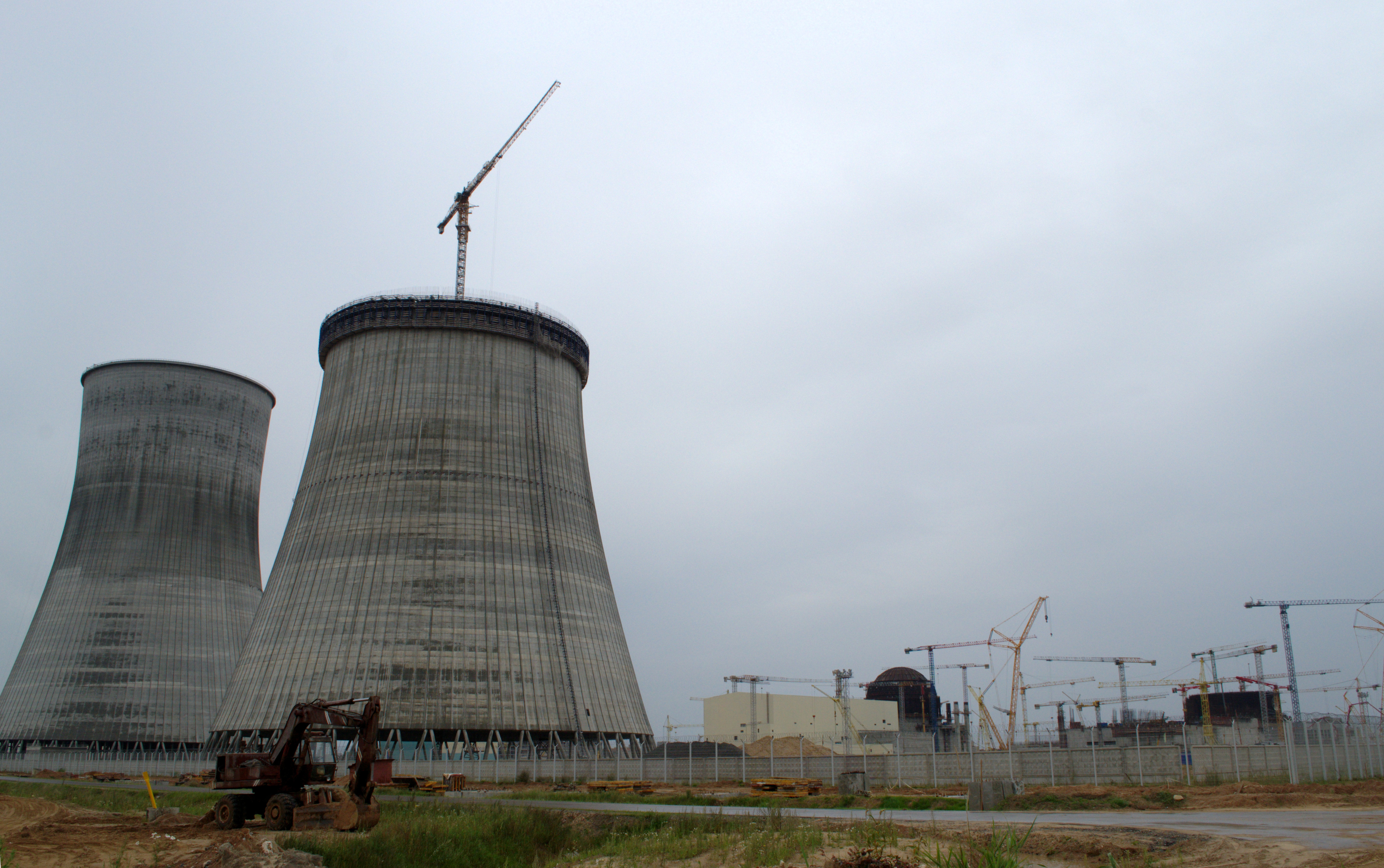
Добудовані градирні у серпні 2016

Роботи з виїмки ґрунту розпочалися наприкінці 2011 року.
2 листопада 2013 року Президент Білорусі Олександр Лукашенко підписав указ № 499, що дозволив генеральному підряднику, російському ЗАТ «Атомстройекспорт», розпочати будівництво АЕС.
На кінець травня 2014 року на будмайданчику вирили котлован і розпочали роботи зі зведення фундаменту будівлі енергоблоку № 2. Будівництво енергоблоку № 1 також ведеться активними темпами. На енергоблоці у 2014 році запланували виконати роботи з монтажу фундаментної плити, спорудження будівлі реактора до нульової позначки, шахти реактора — до позначки +7,35 м, внутрішньої захисної оболонки — до 8 м.
Станом на лютий 2018 року на будівельному майданчику енергоблока № 1 проводилися тепло- та електромонтажні роботи, почалися пусконалагоджувальні роботи та планувалося розпочати пролив технологічних систем на розущіленний реактор, що є промиванням обладнанням та початком тестування. За планом, у квітні мали початися гідровипробування. На майданчику енергоблоку № 2 встановлено корпус реактору, почався монтаж обладнання і зварювання головного циркуляційного трубопроводу. Також зведені будівлі ядерного обслуговування, електропостачання нормальної експлуатації, водопідготовки та допоміжного корпусу.
У 2018 році на БілАЕС провели стрес-тести. За їх результатами Держатомнагляд Білорусі ухвалив національний план дій. Також тести виявили, що принципових допрацювань на станції проводити не потрібно. У червні 2018 року Європейська група з нагляду ядерної безпеки (ENSREG) схвалила звіт за підсумками партнерської перевірки результатів стрес-тестів БілАЕС та надала їй «загальний позитивний висновок». Згідно з висновками, АЕС є стійкою до землетрусів, повеней та екстремальних погодних умов. Хоча експерти попередили, що сейсмічні дані не були повністю доступними, і закликали регулятора забезпечити, щоб стічні води не могли надходити в будівлі, пов'язані з безпекою. У звіті також високо оцінюється система безпеки відведення тепла, оскільки вона може працювати автономно протягом 24-год. періоду навіть під час відключення електроенергії. Проте у доповіді запропонували запровадити додаткові заходи, такі як резервні водяні насоси. Візит групи експертів до Білорусі відбувся 12—16 березня 2018 року, а візит Ради з партнерської перевірки — 12—14 червня 2018 року.
У 2018 році на БілАЕС планувалось завезення першої партії ядерного палива. Паливо мають прийняти, розмістити на зберігання, а після забезпечення готовності АЕС до повного завантаження мають провести фізичний пуск енергоблоку, який дозволить перевірити параметри активної зони. Станом на березень 2019 року на І енергоблоці БілАЕС тривали пусконалагоджувальні роботи, підготовка до гідровипробувань, холодної та гарячої обкатки обладнання. Наступним етапом має стати фізичний запуск реактора. На ІІ енергоблоці продовжувався монтаж обладнання. Пізніше на обладнанні І енергоблоку розпочалися пусконаладжувальні роботи. Провели пробний пуск усіх чотирьох головних циркуляційних насосів, гідравлічні випробування усіх систем І та ІІ контурів реакторної установки.
7 лютого 2019 року на зустрічі сторін Конвенції Еспо вирішили, що Білорусь порушила Конвенцію при виборі місця для будівництва своєї атомної електростанції.
У жовтні 2019 року директор станції Михайло Філімонов повідомив журналістам, що фізичний запуск першого енергоблоку БілАЕС відбудеться у січні 2020 року. Також, за словами заступника міністра енергетики Білорусі Михайла Михадюка, початок роботи ІІ енергоблоку планується на 2021 рік.
6 травня 2020 року Литва надіслала до Білорусі запит щодо зупинки запуску АЕС та прохання організувати стрес-тести за участю експертів з Євросоюзу.
7 листопада 2020 року станцію відкрили, але 10.11.2020 турбіну і виробництво електроенергії зупинили. Це пояснювалося виходом із ладу трансформаторів напруги.
На ІІ енергоблоці БілАЕС завершили завантаження в реактор імітаторів тепловидільних збірок. Усього в активну зону реактора їх завантажено 163 шт. Імітатори ТВЗ є точною копією тепловидільних збірок, повністю повторюючи їх конструкцію. Вони використовуються замість штатних ТВЗ в період пусконалагоджувальних робіт для перевірки реакторної установки на відповідність проєктним характеристикам і вимогам безпеки. Нині на ІІ енергоблоці тривають роботи зі збірки реактора для подальшої його підготовки до гідравлічних випробувань і циркуляційної промивки систем І контуру.

## Підготовка до пуску станції

### Перший енергоблок
Фізичному запуску першого енергоблоку передуватимуть роботи зі завезення на майданчик станції ядерного палива виробництва компанії ТВЕЛ. Завантаження палива у реактор І енергоблоку означатиме фактичний початок експлуатації Білоруської АЕС. При тому, що ще деякий час триватимуть роботи з підключення енергоблоку до мережі та вивід його на 100 % потужність. Наприкінці 2019 на І енергоблоці розпочався найбільший етап робіт, пов'язаний із запуском АЕС, а саме гаряча обкатка реакторного обладнання. Повідомлялося, що цей технологічний процес імітує роботу енергоблоку з тією різницею, що у реактор завантажені імітатори тепловидільних збірок.
Після завантаження палива до реактора, ІІ фаза фізичного пуску — «холодні» випробування (за температури реакторної установки до 130 °С проводяться гідравлічні випробування). ІІІ фаза — «гарячі» (випробування з підняттям температури вище 130 °С).
6 травня 2020 року паливо для І енергоблоку АЕС прибуло на майданчик станції для подальшого завантаження. На станції готові і атестовані спеціальні приміщення, обладнання для приймання, обробки, обігу та зберігання прибулого ядерного палива. Персонал станції пройшов спеціальну підготовку і знаходиться в постійній готовності до прийому палива і забезпечення його вхідного контролю. Партія ядерного палива для початкового завантаження в реактор І енергоблоку АЕС виготовлена на Новосибірському заводі хімконцентратів (входить до паливної компанії Росатому «ТВЕЛ»). Рівень його збагачення варіюється від 1,3 до 4,4 %.
7 серпня 2020 року Міненергетики Білорусі повідомило про початок завантаження ядерного палива до активної зони реактора І енергоблоку, що є початком пуску реактора. Після закінчення завантаження реактор планується вивести на 1 % потужності.
20 серпня 2020 року Держатомнагляд повідомив, що в реакторну установку І енергоблоку завантажені 163 касети з ядерним паливом. ЯП було вироблено на Новосибірському заводі хімконцентратів.
8 жовтня 2020 року АЕС отримала дозвіл на виконання фізичних експериментів на малій потужності на енергоблоці № 1. Колегія МНС ухвалила позитивне рішення про внесення доповнення до ліцензії ДП «Білоруська АЕС» на право діяльності в галузі використання атомної енергії та джерел іонізуючого випромінювання. Це доповнення дозволяє приступити до переходу на мінімально контрольований рівень потужності та проведенню фізичних експериментів на малій потужності реактора енергоблоку № 1. Крім того, АЕС отримала право на виконання робіт щодо поводження з експлуатаційними радіоактивними відходами.
11 жовтня 2020 року о 2:26 в реакторі І енергоблоку запущена ланцюгова реакція ділення, реакторна установка виведена на мінімальний контрольований рівень потужності. Таким чином розпочато життєвий цикл реактора.
3 листопада 2020 року о 12:03 І енергоблок був синхронізований із мережею і видав перші кіловат-години електричної енергії до єдиної енергетичної системи Республіки Білорусь.
Після цього розпочалося поступове збільшення потужності реактора до 50 % від номінальної з виконанням запланованих вимірів та випробувань. Наступний етап — дослідно-промислова експлуатація зі збільшенням потужності до 100 %— розпочнеться в кінці листопада— на початку грудня 2020 року.
Промислова експлуатація І енергоблоку планується в І кварталі 2021 року.
13 січня 2021 року І енергоблок запрацював на повну потужність.
У лютому 2021 року АЕС виробила перший 1 млрд кВт·год електроенергії.
Приймання в експлуатацію І енергоблоку намічено на квітень-травень 2021 року. Але спершу мають відбутися громадські слухання, після чого Держатомнагляд підготує висновок, на підставі якого видадуть ліцензію на експлуатацію. Отримавши необхідну документацію, до роботи приступить приймальна комісія, яка підтвердить готовність БілАЕС до експлуатації.
У грудні 2021 року журналісти-розслідувачі з посиланням на Кіберпартизан заявили про отримання документів, де було виявлено 18 тисяч недоліків І енергоблоку.

### Другий енергоблок
У травні 2021 року на АЕС завершився етап завезення і проведення вхідного контролю ядерного палива (тепловиділяючих збірок і поглинаючих стрижнів системи управління і захисту) для початкового завантаження в реактор енергоблоку № 2.
До кінця 2021 року планується завантаження свіжого ядерного палива в активну зону реакторної установки ІІ енергоблоку. А підключення в енергомережу та введення в експлуатацію ІІ енергоблоку планується у 2022 році.
27 грудня 2021 року на електростанції завершено роботи із завантаження ядерного палива в активну зону реактора ІІ енергоблоку. У реактор завантажено 163 ТВЗ зі свіжим ядерним паливом.

### Заходи щодо інтеграції атомної станції до енергосистеми країни
Побудовано близько 1,6 тис. км високовольтних електромереж, модернізовано 4 системоутворюючі електричні підстанції, введено в експлуатацію високотехнологічну підстанцію на 330 кВ «Постави». На 20 енергооб'єктах введено в дію сучасні електрокотли сумарною потужністю 916 МВт.

## Пуск станції
2 червня 2021 року Колегія МНС Республіки Білорусь видала дозвіл на промислову експлуатацію енергоблока № 1.
10 червня 2021 року підписано акт приймання в експлуатацію пускового комплексу енергоблоку № 1 (генеральний проектувальник і генеральний підрядник— Інжиніринговий дивізіон Держкорпорації «Росатом»).
12 липня 2020 року на І енергоблоці спрацював автоматичний захист генератора. Блок було відключено від мережі, проводилася діагностика технологічних систем та вузлів турбогенератора.
4 жовтня 2020 року о 18:20 І енергоблок включений до мережі.
13 травня 2023 року о 13:24 II енергоблок включений до мережі.

## Ядерні матеріали
8 листопада міністр енергетики Білорусі Віктор Каранкевич та генеральний директор держкорпорації «Росатом» Олексій Лихачов підписали міжурядову угоду про співпрацю у галузі перевезення ядерних матеріалів. Угода визначає порядок перевезення ядерних матеріалів між РБ та РФ.

## МісіїМАГАТЕ
- EPREV Місія в Білорусь — розпочала 04.10.2010
- Місія EduTA в Білорусь — початок 30.05.2011
- INIR 1, 2 Місія в Білорусь — початок 18.06.2012
- Місія IRRS в Білорусь — початок 02.10.2016
- Місія SEED в Білорусь — початок 16.01.2017
- EPREV Місія в Білорусь — початок 08.10.2018
- Pre-OSART місія в Білорусь — початок 05.08. 2019
- INIR 3 місія в Білорусь — початок 24.02.2020
- IPPAS місія в Білорусь — початок 27.06.2021
- ENSREG місія в Білорусь — початок 31.08.2021[42]
- Pre-OSART місія до Білорусі — початок 25.10.2021

Звіти про результати перевірок на сайті МАГАТЕ.
Улітку 2021 року Білорусь планує прийняти місію МАГАТЕ з фізичного захисту ядерних матеріалів (IPPAS).
У IV кварталі 2021 року очікується проведення пост-місії з комплексної оцінки регулюючої інфраструктури (IRRS), а у 2022 році — пост-місії з аварійної готовності та реагування (EPREV).

### INIR 3
Місія МАГАТЕ з комплексної оцінки розвитку національної інфраструктури ядерної енергетики (INIR 3) працювала в Білорусі з 24 лютого по 4 березня. До складу групи входили 1 експерт з Алжиру, 2 з Великої Британії, а також 7 співробітників МАГАТЕ. Експерти аналізували інфраструктуру за 19 напрямками її розвитку, позначеними в документі агентства для країн-новачків у сфері ядерної енергетики — Milestones (Віхи). Ця місія була другою за рахунком місією INIR в Білорусі. Під час місії розглянули підготований білоруською стороною звіт про розвиток всіх напрямків ядерної інфраструктури, проведені наради в форматі інтерв'ю з білоруськими експертами по кожному з цих напрямків. Участь у заходах місії INIR 3 брали представники Міненерго, МНС, МЗС, Мінприроди, Міносвіти, МОЗ, Об'єднаного інституту енергетичних і ядерних досліджень «Сосни» НАН Білорусі, ГПО «Біленерго», БілАЕС.
За підсумками місії надали сім рекомендацій і підкреслили п'ять позитивних практик, які можуть застосовувати інші країни у себе при створенні інфраструктури.

### Pre-OSART
Метою місії Pre-OSART є надання допомоги ядерним операторам у підвищенні експлуатаційної безпеки АЕС, а також виявлення сфер для підвищення безпеки, оцінки експлуатаційних програм шляхом їх порівнювання зі стандартами безпеки МАГАТЕ, а також надання відповідних рекомендацій. До складу групи з 15 осіб входили експерти з Вірменії, Бельгії, Бразилії, Франції, Нідерландів, РФ, Словаччини та США, а також представники МАГАТЕ. Огляд охоплював здійснювані оперативні програми, включно з такими областями: керівництвом та управлінням з метою безпеки, навчанням та кваліфікацією, операціями, підтримкою, технічною підтримкою, досвідом роботи, радіаційним захистом, хімією, готовністю до надзвичайних ситуацій і реагування, управлінням аваріями і введенням АЕС в експлуатацію.
Команда визначила низку передових методів, які будуть поширені в ядерній галузі у всьому світі, в тому числі:
- Надійна система сигналізації, яка не тільки подає звуковий сигнал, але і може використовуватися підприємством для надання усної інформації та інструкцій населенню в разі радіологічних та інших аварійних ситуацій.
- Аварійне укриття для пожежної частини станції, що забезпечує такий же рівень радіологічного захисту, як і для персоналу станції.
- Вбудована панель управління в головному диспетчерському пункті, спеціально розроблена для управління і контролю мобільного устаткування, необхідного в надзвичайних ситуаціях.

Місія висловила кілька рекомендацій, спрямованих на своєчасне зміцнення експлуатаційної безпеки для забезпечення оперативної готовності. Також вона оглянула зобов'язання керівництва станції із забезпечення безпечної та надійної експлуатації.

## Співпраця з європейськими експертами
9—10 лютого 2021 року Біларусь прийняла експертну місію ENSREG, експерти провели партнерський огляд Національного плану дій щодо імплементації результатів стрес-тестів. На майданчику БілАЕС працювала група з 9 осіб, яку очолював генеральний директор Центру з ядерної та радіаційної безпеки Фінляндії Петтері Тійппана. Експерти відвідали об'єкти станції, ознайомилися з матеріалами про реалізацію Нацплану, поставили запитання представникам Держатомнагляду, Міненерго, АТ ІК «АСЕ» і фахівцям БілАЕС. За підсумками візиту керівник експертної групи, генеральний директор STUK Фінляндії Петтері Тійппан підкреслив, що експерти змогли відвідати всі необхідні об'єкти АЕС, отримати документацію і відповіді на всі їхні запитання.
За підсумками партнерської перевірки підготували звіт, попередня версія якого опублікована в березні 2021. Голова ENSREG Марта Жякова позитивно оцінила співпрацю з білоруською стороною і відзначила прогрес у частині розгляду рекомендацій експертів з пріоритетних питань.
Нині Білорусь виконує Національний план дій, в якому враховані рекомендації національних та європейських експертиз. Термін його реалізації — 2019—2025 роки, частина з яких вже виконана.
У травні — червні 2021 року на майданчику Білоруської АЕС планується проведення місії експертів ENSREG. Місія триватиме 1,5 тижні та за її підсумками буде підготовлена остаточна версія звіту ENSREG про партнерський огляд Нацплану дій. Терміни місії будуть уточнюватися відповідно до епідеміологічної ситуації.

## Надзвичайні події
На початку травня 2016 у ЗМІ з'явилася інформація про нібито обвалення конструкції на будівельному майданчику, унаслідок чого корпус реактора міг впасти з висоти 2-4 м. МЗС Литви передало ноту протесту білоруському послу, а влада Литви вимагала розслідування інциденту, з результатами якого повинні ознайомитися сусідні держави і МАГАТЕ. Президент Литви Даля Грибаускайте заявила про недопуск спостерігачів. МЗС Білорусі заявило, що литовській стороні передали офіційну інформацію про відсутність будь-яких інцидентів за весь час ведення робіт на об'єкті. У 2018 інцидент підтвердили офіційні особи. Заступник міністра енергетики Білорусі Михайло Михадюк та віцепрезидент — в. о. керівника будівництва Віталій Полянін запевнили журналістів, що НП із незначним пошкодженням корпусу реактора під час проведення такелажних робіт мала місце. За їхніми словами, після того корпус реактору замінили.
Станом на жовтень 2016, за час будівництва АЕС на будмайданчику сталося 10 нещасних випадків, 2 з них закінчилися смертю будівельників. 16.07.2018 на майданчику будівництва при падінні з висоти загинув монтажник.

## Технічні параметри
Заплановано, що станція матиме 2 енергоблоки з реакторами типу ВВЕР-1200 (В-491) покоління 3+ потужністю до 1200 МВт кожен. Проєктна потужність АЕС складає 2,4 тис. МВт.

### Енергоблоки
| Енергоблок | Тип реакторів | Потужність | Потужність | Початок будівництва | Підключення до мережі | Введення в експлуатацію | Закриття |
| Енергоблок | Тип реакторів | Чистий     | Брутто     | Початок будівництва | Підключення до мережі | Введення в експлуатацію | Закриття |
| ---------- | ------------- | ---------- | ---------- | ------------------- | --------------------- | ----------------------- | -------- |
| Білорусь-1 | ВВЕР-1200/491 | 1082 МВт   | 1150 МВт   | 06.11.2013          | 3.11.2020             | 10.06.2021              |          |
| Білорусь-2 | ВВЕР-1200/491 | 1082 МВт   | 1150 МВт   | 03.06.2014          | 13.05.2023            | 01.11.2023              |          |

## Опозиція
Плани атомної електростанції викликали кілька занепокоєнь. Групи громадянського суспільства проводили агітацію та збирали підписи проти будівництва атомної електростанції в Білорусі. Молоді члени Білоруського народного фронту проводили кампанію проти можливої участі Росії у будівництві електростанції та закликали білоруський уряд укласти контракт на будівництво атомної електростанції з компанією, яка базується в іншій країні, крім Росії. Група білоруських учених заснувала рух за без'ядерну Білорусь, стверджуючи, що білоруський уряд розпочав підготовку до будівництва АЕС до закінчення терміну дії мораторію, прийнятого в 1999 році. Термін дії мораторію закінчився 14 січня 2009 року.

### Опозиція Литви
Атомна електростанція розташовується всього в 22 км від державного кордону Литви та Білорусі та всього в 49 км до столиці Литви — Вільнюсу. Ще з початку будівництва атомної електростанції Литва, яка самостійно зупинила свою атомну електростанцію Ігналінську АЕС виступила рішучим противником проти вибору місця під побудову електростанції країною-сусідкою та оголосила намір бойкотувати її. Найбільше занепокоєння викликає безпека атомної станції, де під час будівництва вже сталося кілька серйозних інцидентів. Литовська влада звинуватила Білорусь у недостатній прозорості інвестицій та неможливості оцінити її безпеку та вплив на навколишнє середовище в Литві.
Наміри про будь-які подальші блокади закупівлі електроенергії з Білорусі влада Литви оголосила і в євроспільноті та навіть в Україні. Оскільки, станом на 2021 рік, Литва, Латвія, Естонія, Білорусь, Україна та РФ знаходяться у єдиній енергосистемі — з початку пуску атомної електростанції, з боку керівництва Литви пролунали звинувачення до Латвії щодо транзитного експорту білоруської електроенергії через кордони цих країн, як наслідок Литва заявила про намір перенести межі торгівлі електроенергію до своїх кордонів. Президент Литви Ґітанас Науседа, відвідуючи Україну, під час виступу у Верховній Раді колегіально закликав Україну не купувати електроенергію в Білорусі — адже Литва підтримує територіальну цілісність України, санкції проти Росії та адвокатує й інтереси України.
Прем'єр-міністр Литви, відвідуючи Україну з робочим візитом, назвав експорт електроенергії з Білорусії спільною загрозою як і Литви, так і України, адже білоруська атомна електростанція побудована на російські гроші і оплату за електроенергію буде передавати як виплату кредиту в Росію 2023 року. На зустрічі активно обговорювались інтеграційні процеси країн до ENTSO-E як запобіжник експорту з Білорусі.

### Опозиція України
Білоруська атомна електростанція будувалася Росатомом під дешеві кредити з Росії, який після 2023 року Білорусь має виплачувати Росії. Під аналогічні дешеві кредити, подробиці яких приховані, добудовується атомна електростанція в Угорщині, що також виключить Угорщину з кіл покупців електроенергії з України, як це сталось з Білоруссю. Покупка дешевої електроенергії з Росії та Білорусі вже не раз визнавалася у експертних колах як троянський кінь на кордоні з Україною, начинений дешевою електроенергією, який унеможливить розвиток власної електроенергетики України та зробить її залежною від Росії.
Із моменту запуску Білоруської атомної електростанції, Україна стала активним регулярним імпортером електроенергії з Білорусі в об'ємах 100—200 МВт у вечірні та вранішній та денні часи, що активно критикується в українському суспільстві і визнається фактичним фінансуванням інвестицій Росії в економіку Білорусі, а українська влада критикується щодо умисного тихого лобіювання інтересів Росії та примушення торгівлі з Росією: так, холодної зими 2021 року нове керівництво енергоатому, після незрозумілого звільнення двічі обраного президента Недашковського, уперше в історії затягнуло ремонти енергоблоків, спричинило навантаження теплової генерації власності ДТЕК енерго Рината Ахметова, моментально використало всі запаси вугілля, якого, у свою чергу, звинуватили в умисному бойкотуванні накопиченні адекватних запасів вугілля, аварійній зупинці низки енергоблоків теплової генерації та призвело до вимушеного імпорту електроенергії з Білорусі.
Закупівля електроенергії в Білорусі викликає критику опозиційно налаштованих депутатів щодо підтримки режиму Лукашенка перед європейською спільнотою, ставить під загрозу руйнування партнерських відносин з Європейським Союзом із мовчазної згоди президента та Кабінету Міністрів.